# William Henry Fremantle
William Henry Fremantle (* 12. Dezember 1831 in Swanbourne, Buckinghamshire; † 24. Dezember 1916 in London) war ein britischer Geistlicher und Dekan von Ripon.

## Leben und Wirken
William Henry Fremantle war der zweite Sohn des Politikers Thomas Francis Fremantle, 1. Baron Cottesloe (1798–1890) und dessen Frau Louisa Elizabeth († 1875), Tochter des Generalfeldmarschalls George Nugent, 1. Baronet (1757–1849). Sein jüngerer Bruder war der Admiral Edmund Robert Fremantle (1836–1929) und sein Onkel der Geistliche William Robert Fremantle (1807–1895).
Fremantle wurde zunächst an der Cheam School ausgebildet, bevor er auf das Eton College wechselte, das zu dieser Zeit unter der Leitung von Edward Craven Hawtrey (1789–1862) stand. Daran anschließend setzte Fremantle seine Ausbildung am von Richard Jenkyns (1782–1854) geführten Balliol College fort. 1853 erreichte er seinen Abschluss als Literae Humaniores. 1854 wurde ihm der English Essay Prize verliehen und im gleichen Jahr wurde Fremantle als Fellow des All Souls College aufgenommen. 1855 wurde er durch den Bischof von Oxford Samuel Wilberforce zum Diakon und 1854 zum Priester geweiht. 1857 wurde Fremantle zum Vikar von Lewknor ernannt. Während seiner achtjährigen Amtszeit wurde er 1861 durch Archibald Campbell Tait, dem Bischof von London, zum Kaplan von Fulham Palace berufen.
Am 6. August 1863 heiratete er Isabella Maria († 1901), eine Tochter von Culling Eardley, 3. Baronet (1805–1863), einem der Gründer der Evangelischen Allianz. Mit ihr hatte Fremantle drei Söhne und zwei Töchter, darunter der Arzt und Politiker Francis Edward Fremantle (1872–1943) sowie Henry Eardley Stephen Fremantle (1874–1931), Zeitungsherausgeber und Politiker in Südafrika. 1865 wurde er als Rektor von St Mary’s am Bryanston Square in London berufen. Dieses Amt übte Fremantle 17 Jahre aus. 1882 kehrte er ans Balliol College als Fellow, Lehrer und Kaplan zurück und wurde im gleichen Jahr zum Kanon von Canterbury berufen. Fremantle hoffte die Liberale Theologie an der Universität etablieren zu können, stieß jedoch auf aktiven Widerstand eines Teils der Fakultät. Seine Bampton-Vorlesungen aus dem Jahr 1883 wurden zwei Jahre später unter dem Titel The World as the Subject of Redemption veröffentlicht. Sein 1887 in The Fortnightly Review veröffentlichte Artikel Theology in its changed conditions wurde von der Universitätskanzel verurteilt. Ihm wurde unter anderem untersagt Vorlesungen über die protestantische Reformation in England abzuhalten.
1895 nahm Fremantle den Posten als Dekan von Ripon an und wurde damit Nachfolger seines Onkels William Robert Fremantle. Mit der Unterstützung seines Bischofs William Boyd Carpenter (1841–1918) entwickelte sich die Kathedrale zu einer liberalen protestantischen Hochburg. 1898 gehörte Fremantle zu den Gründungsmitgliedern der Churchmen’s Union for the Advancement of Liberal Religious Thought. Er schrieb in den Folgejahren zahlreiche Artikel für die Church Gazette, den Liberal Churchman und den Modern Churchman. Außerdem setzte er sich für internationale Schiedsverfahren bei Konflikten ein und war ein Vorkämpfer für die gegenseitige Reduzierung der Waffen.
Nach dem Tod seiner ersten Frau heiratete er am 16. April 1903 Sophia Frances, eine Tochter des Majors T. G. Stuart. Fremantle starb in London und wurde drei Tage später in Essendon, Hertfordshire bestattet.

## Schriften (Auswahl)
- A collection of the judgments of the Judicial Committee of the Privy Council in ecclesiastical cases relating to doctrine and discipline. John Murray, London 1865 – als Herausgeber mit George Charles Brodrick (1831–1903); archive.org.
- The Gospel of the secular life. Sermons preached at Oxford. Cassell, London 1882; archive.org
- The world as the subject of redemption; being an attempt to set forth the functions of the Church as designed to embrace the whole race of mankind. Eight lectures. Rivingstons, London 1885; archive.org.
- Theology in its changed conditions. In: The Fortnightly Review. März 1887, S. 442–459.
- William Henry Draper (Hrsg.): Recollections of Dean Fremantle, chiefly by himself. Cassell and Company, London / New York / Toronto / Melbourne 1921; archive.org.
- Dr. W. H. Fremantle (Obituary). In: The Times, 26. Dezember 1916; S. 4.